# Ланчестер (бронеавтомобиль)
«Ланчестер» (англ. Lanchester armoured car) — лёгкий пушечно-пулемётный бронеавтомобиль Британской и Русской императорской армий периода Первой мировой войны.

## История
Разработан по заказу Королевской Морской Авиационной Службы (англ. Royal Navy Air Service, RNAS) в 1914 году на базе лёгкого грузового автомобиля Lanchester 19B. Бронеавтомобили поступили на вооружение Британской армии в 1915 году, однако вскоре из-за приобретения войной характера позиционной стали малоэффективны. От 10 до 15 бронеавтомобилей было передано вооружённым силам Бельгии; 20 бронеавтомобилей были закуплены Англо-Русским комитетом для Русской императорской армии. В России 19 бронеавтомобилей были перевооружены 37-мм пушками Гочкисса и активно использовались частями русской армии в ходе Первой мировой войны. Ещё порядка 12 бронеавтомобилей имелись в распоряжении Броневого отряда Британского Адмиралтейства, действовавшего в составе Русской императорской армии в 1916—1917 годах. В ходе Гражданской войны «Ланчестеры» из состава Русской императорской армии и Британского экспедиционного корпуса (сам корпус с началом Гражданской войны, как и Бельгийский дивизион, эвакуировались, бросив матчасть) ограниченно применялись обеими противоборствующими сторонами.

## «Ланчестеры» в русской армии

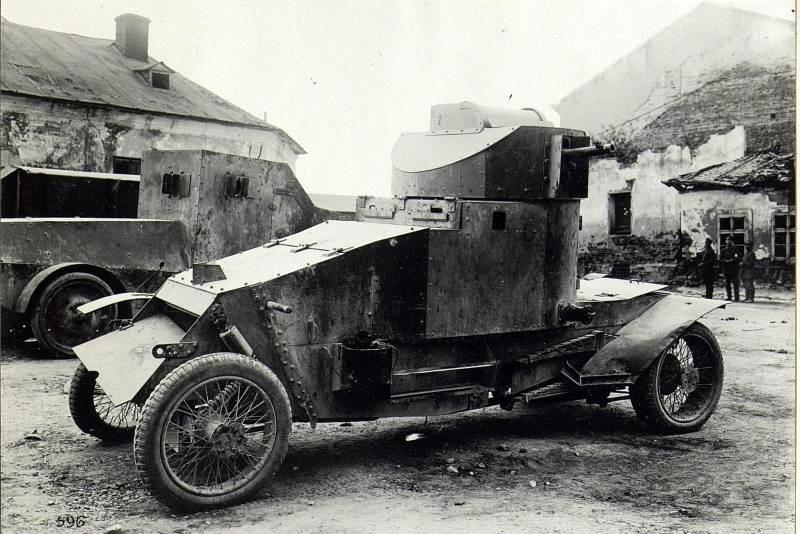
Захваченный австро-венграми «Ланчестер». Около 8.1917

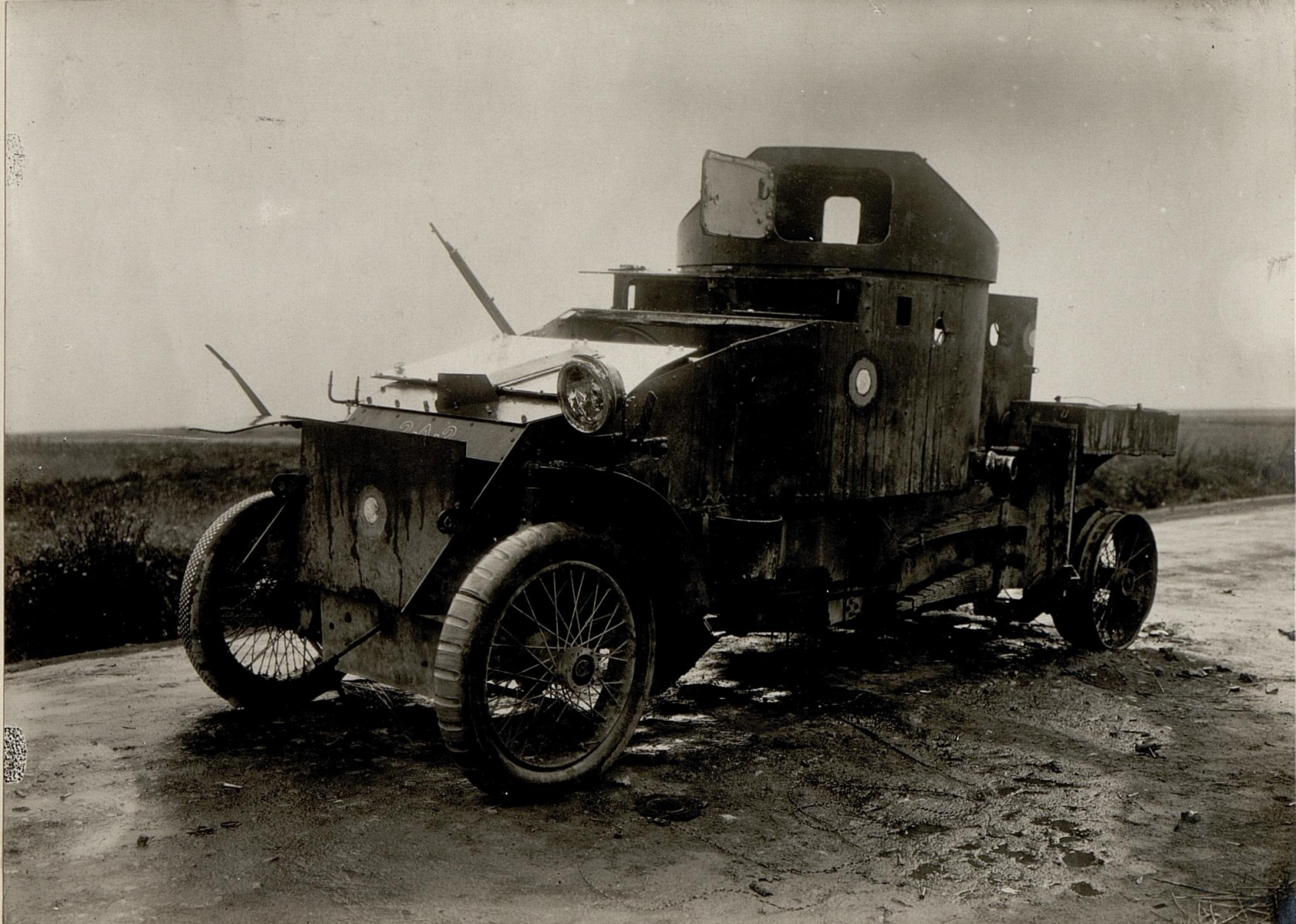
Другой вид захваченного австро-венграми «Ланчестера». 1917

Броневики марки «Ланчестер» были закуплены русским военным агентом сверхштатно. Англо-Русский комитет в декабре 1915 закупил 22 броневика для нужд русской армии сверх выделенной Главным военно-техническим правлением армии нормы, хоть «Ланчестер» и не отвечал предъявляемым требованиям, как броневик Austin. В январе 1916 они прибыли в Россию. Первоначально броневики предполагалось оборудовать двумя пулемётными башнями, также был проект оборудования броневика бомбомётом. Однако нехватка пушечных броневиков привела к решению вооружить броневики 37-мм пушками Гочкиса. Один из «Ланчестеров» был оборудован устройством для прорыва проволочных заграждений, однако его применение и боевой путь неизвестны. Еще один остался пулеметным и был придан 4-й машиной в один из автопулемётных взводов. Также на Восточном фронте действовал бронедивизион Британского Адмиралтейства, находившийся на Восточном фронте в течение 1916—1917 годов, оснащённый частично «Ланчестерами» — как собственными, так и переданными русской армией. Броневики использовали на Кавказе, в Румынии, Галиции, где под Тарнополем их захватили немцы. После революции личный состав дивизиона бежал, а брошенную матчасть, как и матчасть Бельгийского дивизиона, использовали обе стороны в Гражданской войне. Двигатель Lanchester, карбюраторный, рядный, 6-цилиндровый, жидкостного охлаждения, рабочим объёмом 4,8 л.